# Simonbergets naturreservat
Simonbergets naturreservat är ett naturreservat i Nyköpings kommun beläget i Tunaberg 18  kilometer söder om tätorten. Simonberget (Simonsberget) är välkänt bland klättrare i hela Sverige för sina breda bergssidor och speciella bergart. 
Naturreservatet består av de två bergskullarna Simonberget och Kummelberget med omgivningar. Kummelberget är det högsta av bergen med sina dryga 80 meter över havet. 
Sörmlandsledens etapp 41:1 är en krävande bergstur med vida branta stigningar går över berget. Etappen är 1,5 kilometer lång.